# Porcupine Tree
Porcupine Tree és un projecte musical de Steven Wilson fundat el 1987. L'estil del grup era una barreja de rock psicodèlic, rock progressiu, rock alternatiu, música ambiental i també heavy metal. Els més de 20 anys d'història i la seva innovació constant els han convertit en una banda de referència dins de la música rock progressiva.

## Discografia
Àlbums d'estudi:
- On the Sunday of Life... (1992)
- Up the Downstair (1993)
- The Sky Moves Sideways (1995)
- Signify (1996)
- Stupid Dream (1999)
- Lightbulb Sun (2000)
- In Absentia (2002)
- Deadwing (2005)
- Fear of a Blank Planet (2007)
- The Incident (2009)
- Closure / Continuation (2022)